# Mamenchisaurus yunnanensis
Mamenchisaurus yunnanensis (zh. "reptil de Mamenchi de Yunnan") es la especie tipo del género extinto Mamenchisaurus  de dinosaurio saurópodo mamenquisáurido que vivió a finales del período Jurásico, hace aproximadamente entre 145 millones de años, durante el Titoniense, en lo que hoy es Asia. En 2004 se reportó una nueva especie de Mamenchisaurus, Mamenchisaurus yunnanensis, en los "lechos rojos" jurásicos en Yunnan, en la Formación Anning al sur del bajío de Sichuan.